# Arcetri-Observatorium
Das Arcetri-Observatorium (ital.: Osservatorio Astrofisico di Arcetri) (IAU code 030) ist ein astronomisches Observatorium in Arcetri in den Außenbereichen von Florenz in Italien.
An der Sternwarte werden theoretische und beobachtende Astronomie durchgeführt sowie das Design und die Konstruktion von astronomischen Instrumenten. Das Observatorium war stark bei den folgenden Projekten mit eingebunden:
- Multiple/Magnum Mirror Telescope, 6,5-m-Teleskop
- LBT, 2× 8,4-m-Teleskop
- Telescopio Nazionale Galileo, 3,5-m-Teleskop
- adaptiver Sekundärspiegel für eines der Teleskope des  VLT
- Gornergrat Infrared Telescope, 1,5 m (TIRGO)